# Vattenledning

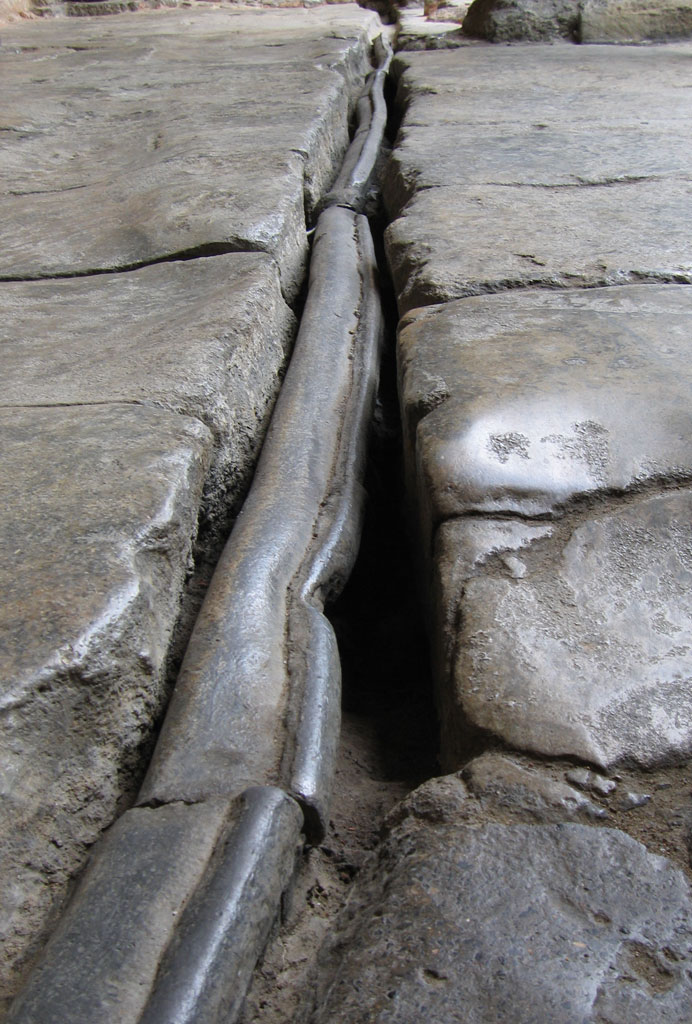
Romersk vattenledning av bly

En vattenledning (Latin: aquæductus, ”vattenförare”) är en transportkanal för vatten i ett vattenförsörjningssystem, typiskt för konsumtion eller, ibland, avlopp för returvatten.

## Utformning och syfte
Vattenledningar utformas ofta som rör, vanligtvis gjort av plaster såsom PE, PEX, PVC, PP, ABS eller metall exempelvis gjutjärn, "svart" eller rostfritt stål, eller koppar. En vattenledning kan ibland göras av gummi, betong eller keramiska material, såsom tegel och förr har (hälsovådligt) bly använts. Om vattnet ska tjäna som dricksvatten eller rent processvatten, krävs emellertid att materialet inte förorenar vattnet onödigt. Olika material kan ytbeläggas eller på annat sätt utföras så att olämplig reaktion med vattnet inte ska ske, exempelvis vattentät betong. I vattenverk brukar någon klorförening (typ NaClO eller NH2Cl) tillsättas för att patogena föroreningar i rörsystemet ska avdödas och oskadliggöras. 
En vattenledning har till uppgift är att leda rent vatten från vattenverk eller annan vattentäkt till byggnader, samt distribuera vattnet till olika tappställen i byggnader. Vattenledningar ingår som en del av en kommuns eller stads vattendistributionssystem samt även i enskilda ledningssystem för att leda kranvatten från källa eller brunn till tappningställen eller till tryckkärl för trycksättning.
Den grövsta ledningen till ett bostadsområde kallas huvudledning, flera decimeter i diameter. Från den utgår klenare servisledningar till stamledningarna inom området, från vilkar ännu mindre grenledningar går till respektive brukare (hus). Internt i hus används ledningar på ner till under 10 mm diameter till respektive tappningsställe (kran). Typiskt tillhör huvudledning och servisledning kommunen, och eventuella stamledningar bostadssamfällighet eller liknande.
De rör som behöver transportera ett större flöde måste ha en större innerdiameter för att inte orsaka för stort tryckfall per meter. Perifert går det bra med klena rör eftersom tryckfallet inte blir så begränsande vid det lilla flödet genom en enstaka tappkran.
Vattenledningar som oftast brukas med egna namn för sitt specifika ändamål inkluderar avloppsledning i retur till kloaksystem för rening, stuprörssystem och dagvattenledning för regnvatten, rör för kylvatten, uppvärmning, processvatten och liknande inom industrin och i fordon.

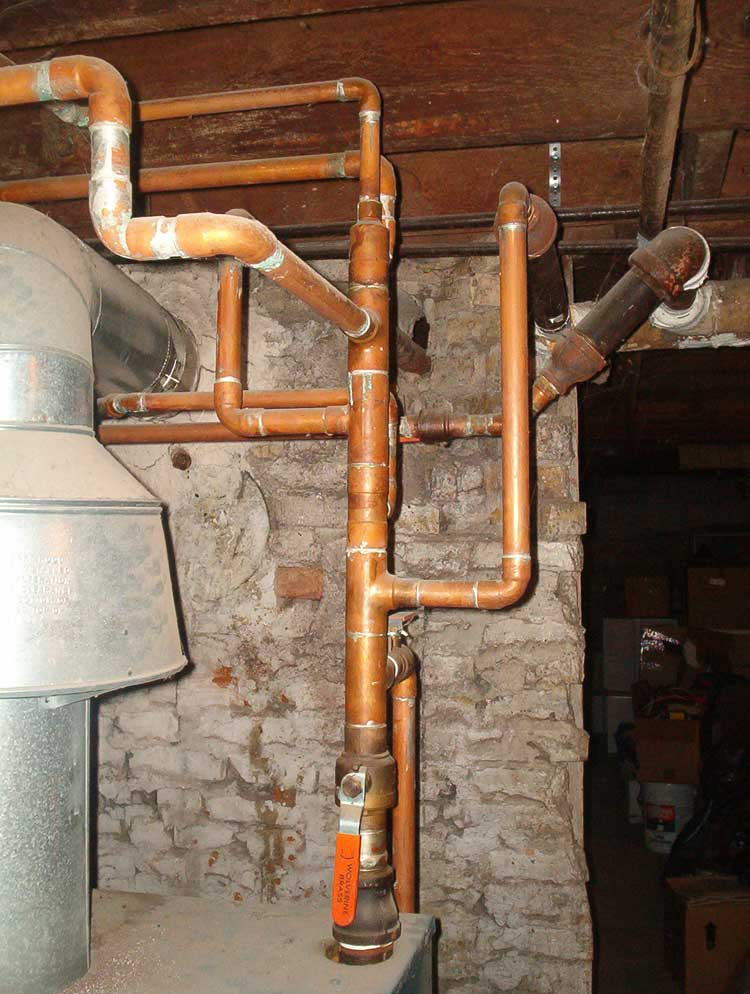
Vattenledningar i koppar

## Beståndsdelar och normer
Vattenledningar byggs med ledningselement och armatur såsom kopplingselement. Vanliga komponenter för koppling inkluderar: vinkelkoppling, T-koppling, union, fläns och nippel. Ledningsrör kan fästas med gänga, lim, svetsning, lödning eller klämning. Andra vanliga komponenter är: ventil, backventil, filter, strypning och flödes-/förbrukningsmätare Exempel på vanlig utrustning är: pump, hydrofor, tank och uppvärmningssystem såsom varmvattenberedare. Det finns flera standarder för rörsystem, både metriska, tumbaserade och oegentligt tumbaserade, så 1" kan betyda något annat än 25,4 mm, och flera gängsystem förekommer parallellt. Standardiseringsorgan inkluderar SIS, ISO, DIN och ANSI. 
Normerna för anläggning av vattenledningar regleras av Boverket. Renheten hos dricksvatten regleras av föreskrifter från Livsmedelsverket Installation av VVS-system ska enligt svenska branschnormer bara utföras av sådan som har nödvändig kunskap (huvudman behöver licens) för detta så att boverkets krav ska uppfyllas och försäkringar gälla.

## Olämpliga materialval
I samband med relining används ibland epoxiplast som visat sig olämpligt, vilket därför Sveriges Byggindustrier och Svenskt vatten avrådde från 2011.
Andra materialval som visat sig olämpliga är cementrör innehållande asbest som är en vanlig beteckning på ett antal silikatmineral. Dess användning är som armering och tidsperioden fram till slutet av 1970-talet.
 Eternit är ett annat material som använts i vattenledningsrör. Cirka 1-2% av vattenledningsnätet i Sverige 2011 anses bestå av rör innehållande asbest. I huvudsak är det huvudledningar. 10–15 % av materialet i dessa cementrör består av asbest. Kommuner bör undersöka om asbestcementrören utsätts för invändig korrosion.
Miljöskyddsmyndigheten i USA (USEPA) rekommenderar ett gränsvärde på maximalt 7 miljoner asbestfibrer längre än 10 µm per liter dricksvatten (7×109 fibrer/m³).